# Scabiosa achaeta
Scabiosa achaeta är en tvåhjärtbladig växtart som beskrevs av Roberto de Visiani och Panc. Scabiosa achaeta ingår i släktet fältväddar, och familjen Dipsacaceae. Inga underarter finns listade i Catalogue of Life.